# Maik Machulla

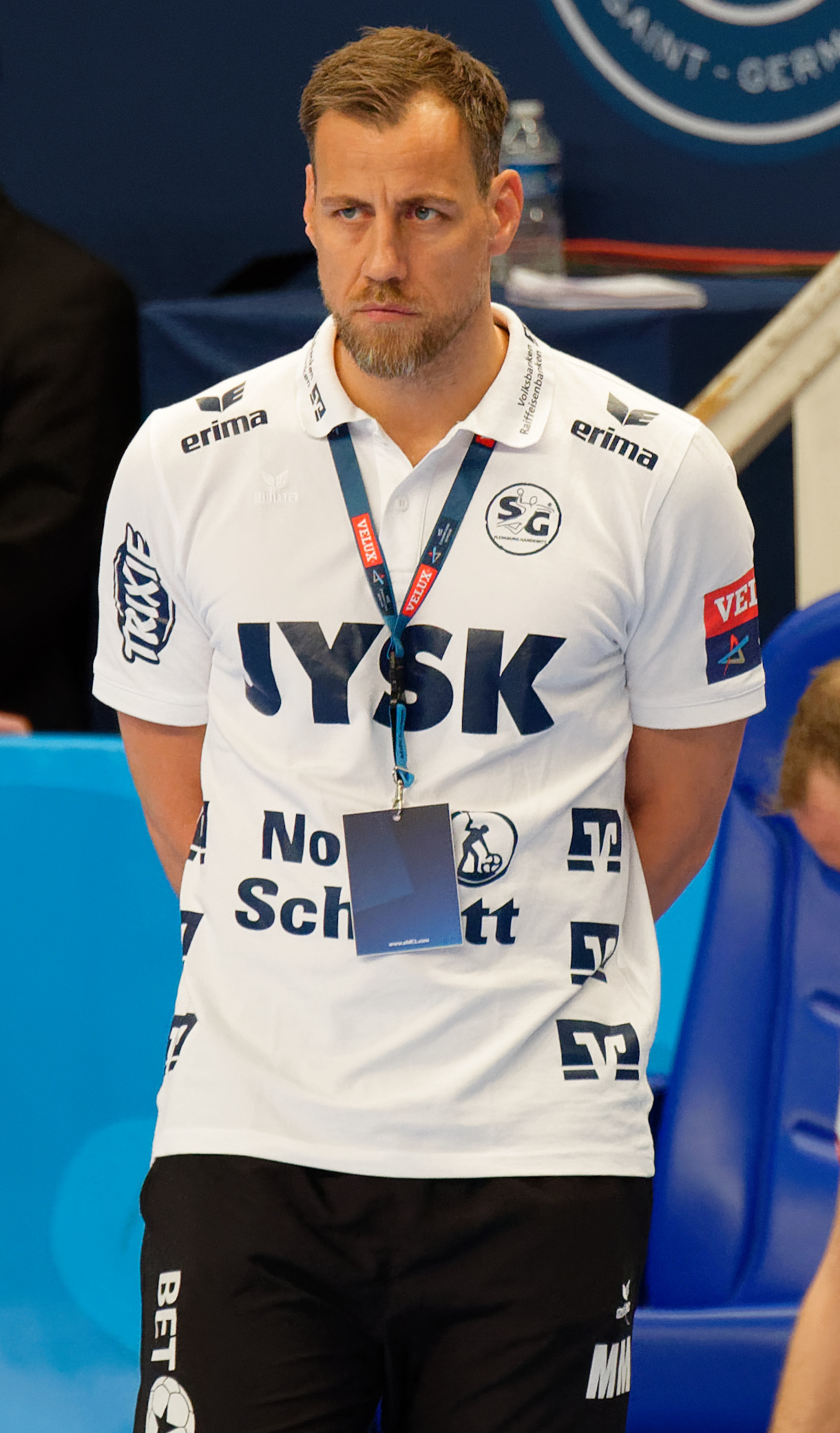
Maik Machulla med SG Flensburg-Handewitt, 2018.

Maik Machulla, född 9 januari 1977 i Greifswald i dåvarande Östtyskland, är en tysk handbollstränare och tidigare handbollsspelare (mittnia). Han har bland annat varit tränare för SG Flensburg-Handewitt mellan 2017 och 2023.

## Klubbar som spelare
- BSG Einheit Halle-Neustadt (–1991)
- SC Magdeburg (1997–2001)
- SG Hameln (2001–2002)
- HSG Nordhorn (2002–2010)
- HSG Ahlen-Hamm (2010–2011)
- ASV Hamm-Westfalen (2011–2012)
- SG Flensburg-Handewitt (2012–2014, 2015)

## Tränaruppdrag
- HSG Nordhorn (2009–2010)
- ASV Hamm-Westfalen (2011)
- SG Flensburg-Handewitt (assisterande, 2012–2017)
- SG Flensburg-Handewitt (2017–2023)

## Meriter i urval

### Som spelare
- Tysk mästare 2001 med SC Magdeburg
- Champions League-mästare två gånger: 2002 (med SC Magdeburg) och 2014 (med SG Flensburg-Handewitt)
- EHF-cupmästare tre gånger: 1999, 2001 (med SC Magdeburg) och 2008 (med HSG Nordhorn)

### Som tränare
- Tysk mästare två gånger (2018 och 2019) med SG Flensburg-Handewitt